# Concentrazione plasmatica
Con concentrazione plasmatica si intende la quantità di una determinata sostanza disciolta per unità di volume di plasma. La sua unità di misura nel SI è mol/m3 (moli su metro cubo). Tuttavia, viene più comunemente usata l'unità mol/L (moli su litro) o le sue sotto unità mol/mL (moli su millilitro) oppure mol/μL (moli su microlitro).
Solitamente, la concentrazione plasmatica fa riferimento alla quantità di farmaco presente all'interno di un volume noto (per esempio millilitri) di plasma. Dopo la somministrazione di un farmaco a un soggetto inizia la fase di assorbimento e di distribuzione, immediatamente seguita dalla fase di rimozione, comprendente il metabolismo e l'escrezione.

## Farmacocinetica
L'andamento temporale delle modificazioni alle quali un farmaco e i suoi metaboliti vanno incontro nell'organismo, dopo l'assunzione attraverso qualunque via di somministrazione, prende il nome di farmacocinetica.
Le oscillazioni delle concentrazioni del farmaco sono fondamentali se si vuole ottenere una risposta appropriata al farmaco stesso, il quale, per esplicare i propri effetti, è necessario sia presente in concentrazione adeguata a livello del sito su cui deve dispiegare la sua azione terapeutica. 
Regolando la posologia di un farmaco, se ne può controllare la concentrazione plasmatica e quindi i suoi effetti farmacologici.

## Curve di concentrazione plasmatica

Concentrazione plasmatica del farmaco nel tempo dopo una dose e.v.

I farmaci iniettati per via endovenosa sono rimossi dal plasma di un soggetto sostanzialmente attraverso due meccanismi:
1. la distribuzione ai tessuti del corpo;
2. il metabolismo e l'escrezione del farmaco.

Questi meccanismi determinano una riduzione delle concentrazioni plasmatiche del farmaco, che generalmente segue un andamento bifasico (vedi l'immagine a lato).
- Fase Alfa: una prima fase di rapida diminuzione della concentrazione plasmatica. La diminuzione è da attribuire soprattutto alla distribuzione del farmaco dal compartimento centrale (circolazione) ai compartimenti periferici (tessuti del corpo). Questa fase si conclude quando si stabilisce una sorta di equilibrio della concentrazione di farmaco tra i compartimenti centrali e periferici.
- Fase Beta:  una fase successiva di graduale diminuzione della concentrazione plasmatica dopo la fase alpha. In questa fase, la diminuzione della concentrazione plasmatica del farmaco è da attribuire principalmente al metabolismo e all'escrezione.